# Esociformes
Ordre
Les Esociformes sont un ordre de poissons Actinoptérygiens qui comporte notamment les brochets.

## Liste des familles
Selon World Register of Marine Species (2 mai 2016) et ITIS (2 mai 2016) :
- famille Esocidae Rafinesque, 1815
  - genre Esox Linnaeus, 1758 -- Brochets
- famille Umbridae Bonaparte, 1845
  - genre Dallia Bean, 1880
  - genre Novumbra Schultz, 1929
  - genre Umbra Kramer, 1777

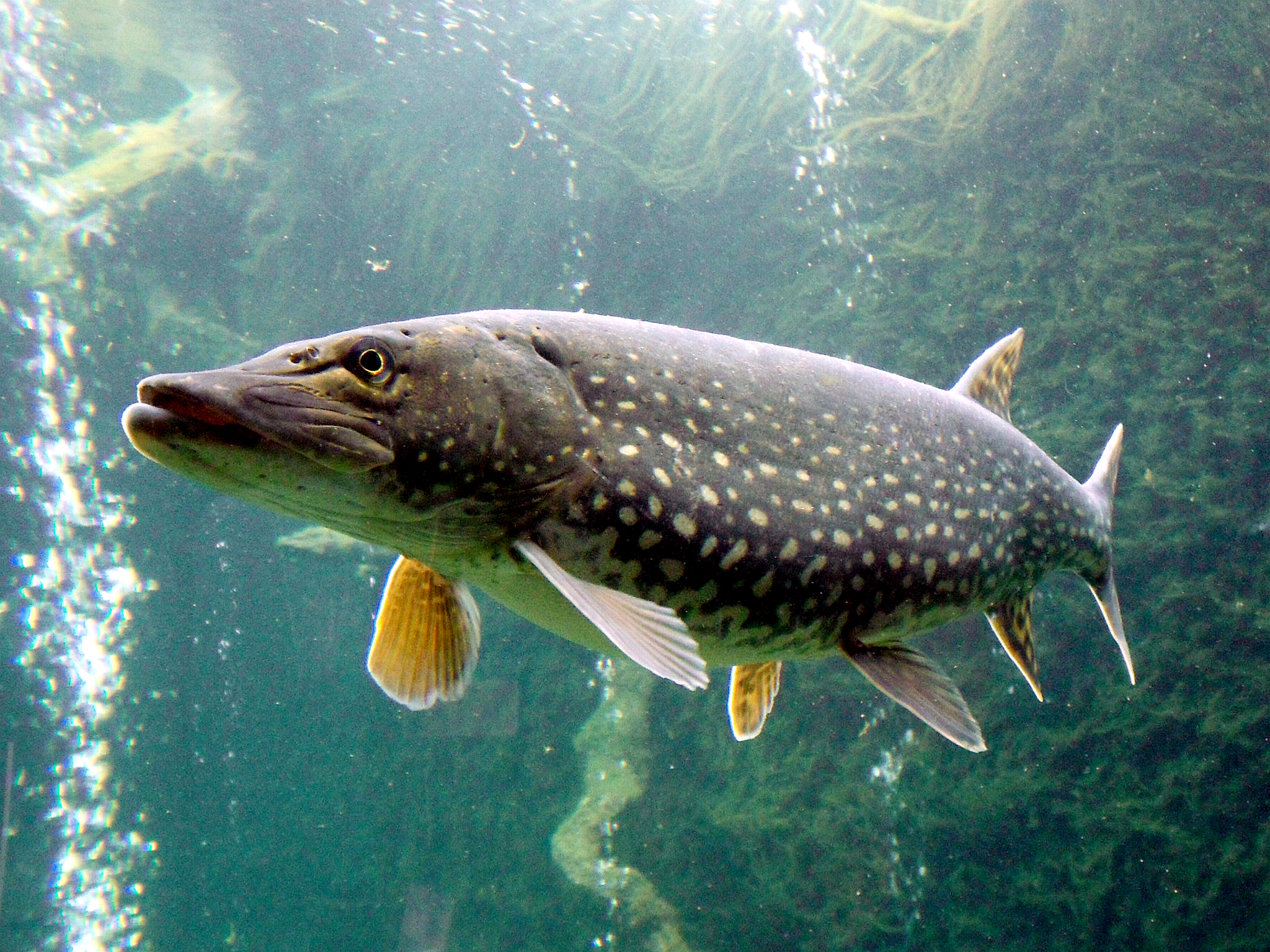
Esox lucius (Esocidae)
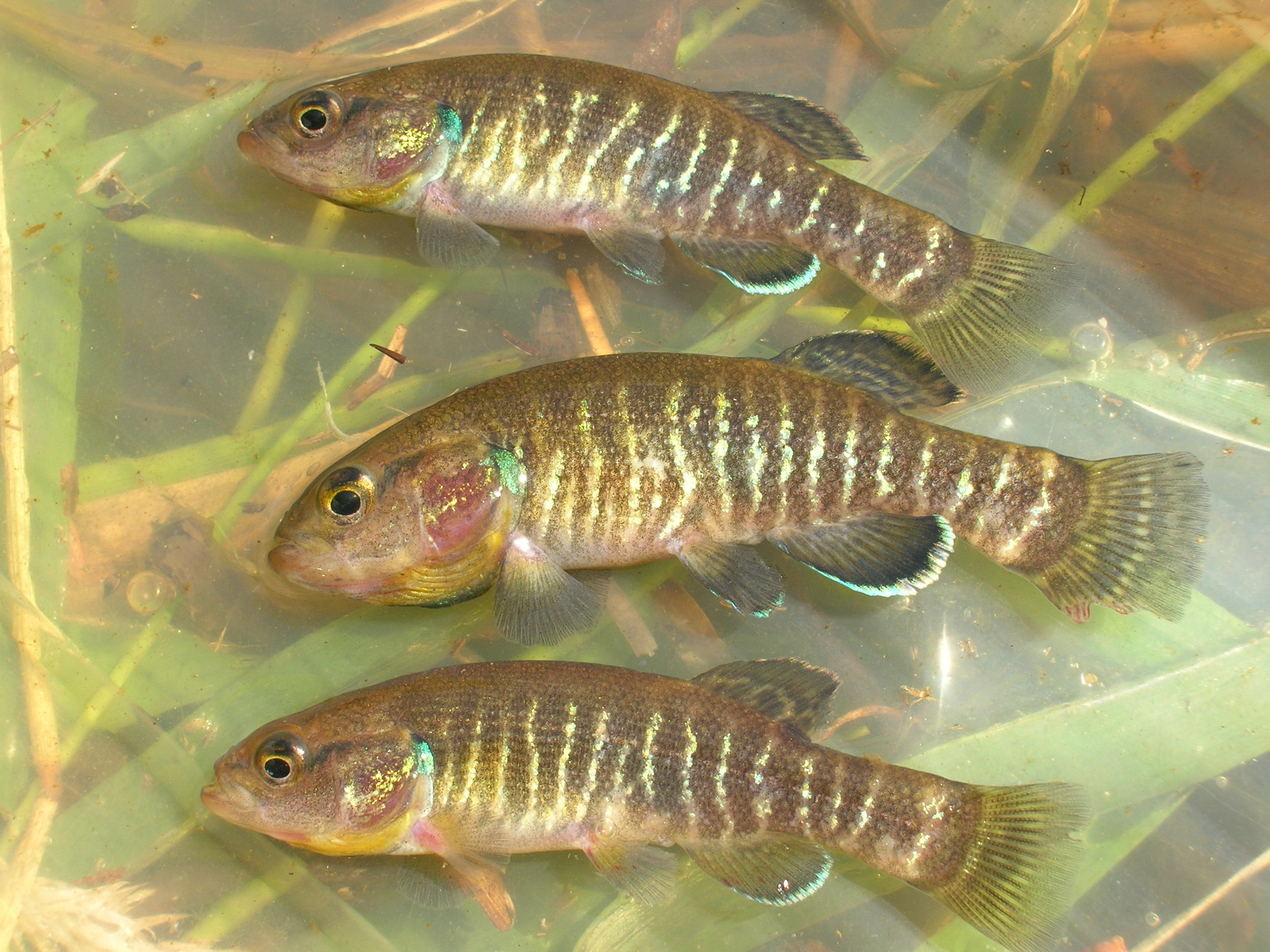
Novumbra hubbsi (Umbridae)